# Le Prénom
Le Prénom (literalment, en català, "El nom") és una comèdia francesa, escrita i dirigida per Alexandre de La Patellière i Mathieu Delaporte, estrenada l'any 2012. Es tracta de l'adaptació cinematogràfica de l'obra de teatre homònima d'aquests autors.

## Argument
Vincent, un agent immobiliari, és convidat a sopar a casa de la seva germana Élisabeth i del seu marit Pierre, professors l'un de secundària i l'altre d'universitat respectivament. Tenen dos fills anomenats Apollin i Myrtille. Claude, un amic de la infància, trombonista en una orquestra simfònica, també és present.
En aquest context, Vincent explica com ha anat l'examen prenatal que li han efectuat aquell mateix dia a la seva esposa Anna, amb qui esperen un fill, mentre l'esperen per sopar.
A més a més, Vincent confia als seus familiars i amics quin és el nom que han triat per al nen. Aquest nom deixa profundament contrariat en Pierre per raons ideològiques. La disputa que se'n segueix entre els convidats per aquest motiu s'intensifica ben aviat, fet que dona l'ocasió al ressorgiment de velles rancors i secrets enterrats i que, de mica en mica, s'aniran revelant...

## Repartiment
| Intèrpret              | Personatge                           |
| ---------------------- | ------------------------------------ |
| Patrick Bruel          | Vincent Larchet                      |
| Valérie Benguigui      | Élisabeth Babou                      |
| Charles Berling        | Pierre                               |
| Guillaume de Tonquedec | Claude La prune (cirereta en català) |
| Judith El Zein         | Anna                                 |
| Françoise Fabian       | Françoise                            |
| Yaniss Lespert         | Repartidor a domicili                |
| Miren Pradier          | Infermera                            |
| Alexis Leprise         | Apollin                              |
| Juliette Levant        | Myrtille                             |
| Bernard Murat          | Narrador                             |

## Premis i nominacions

### Premis
- 2013: César al millor actor secundari per Guillaume de Tonquedec
- 2013: César a la millor actriu secundària per Valérie Benguigui

### Nominacions
- 2013: César a la millor pel·lícula
- 2013: César al millor actor per Patrick Bruel
- 2013: César al millor guió adaptat per Matthieu Delaporte i Alexandre de La Patellière